# Gizzat Alipow
Gizzat Mukaszewicz Alipow (ros. Гиззат Мукашевич Алипов, ur. 25 grudnia 1924 we wsi Bolszoj Bugor w obecnym obwodzie atyrauskim, zm. 19 lipca 1986 we wsi Kzył-Oba w obwodzie gurjewskim (obecnie atyrauski)) – radziecki wojskowy i saper, starszyna.

## Życiorys
Urodził się w kazachskiej rodzinie chłopskiej. W 1942 został powołany do Armii Czerwonej, od lipca 1943 uczestniczył w wojnie z Niemcami, walczył kolejno na Froncie Zachodnim, 1 Ukraińskim i 1 Białoruskim, był ciężko ranny. Po wyjściu ze szpitala został skierowany do batalionu saperów, w 1944 przyjęto go do WKP(b). Jako dowódca oddziału 599 batalionu saperów 312 Dywizji Piechoty 69 Armii 1 Frontu Białoruskiego w stopniu sierżanta 18 lipca 1944 wyróżnił się w walkach o Dolsk na Wołyniu, gdzie kierował rozbrajaniem min w celu umożliwienia ataku radzieckiej piechoty. 14 stycznia 1945 w walkach na północny wschód od polskiego miasta Zwoleń przeprowadził unieszkodliwienie pola minowego, umożliwiając piechocie wykonanie zadania bojowego. W nocy na 17 kwietnia 1945 na czele oddziału saperów w stopniu starszyny dowodził działaniami w rejonie miasta Lubusz (Niemcy). W 1945 został zdemobilizowany, w 1958 ukończył Uralskie Technikum Rolnicze, później pracował jako przewodniczący kołchozu.

## Odznaczenia
- Order Wojny Ojczyźnianej I klasy
- Order Sławy I klasy (15 maja 1946)
- Order Sławy II klasy (21 lutego 1945)
- Order Sławy III klasy (21 lipca 1944)

I medale.